# Amanda Longan
Amanda Longan (16 de janeiro de 1997) é uma jogadora de polo aquático estadunidense, campeã olímpica.

## Carreira
Longan fez parte da equipe campeã olímpica pela Seleção Estadunidense de Polo Aquático Feminino nos Jogos Olímpicos de Verão de 2020 em Tóquio, após derrotar a equipe espanhola por 14-5.